# Felnőtt emberek
A Felnőtt emberek (eredeti norvég nyelven: Voksne mennesker) Marie Aubert norvég írónő első regénye. Oslóban, a Forlaget Oktober nevű kiadónál 2019-ben jelent meg és 2020-ban elnyerte a Norvég Fiatalok Kritikusi Díját. Azóta számos nyelvre lefordították. Magyarul Pap Vera-Ágnes fordításában a Scolar Kiadónál jelent meg 2021-ben. 
A történet alig három nap alatt és egyetlen helyszínen, két középkorú gyermektelen nővér dél-norvégiai nyaralójában játszódik.

## Cselekménye
Ida, az elbeszélő a fjord melletti nyaralójukba érkezik, ahol másnap anyjuk 65. születésnapját fogják megünnepelni. Feszül benne az elkeseredés, mert negyven évesen se gyereke, se férje vagy állandó partnere nincs, a férfiak nem sokáig maradnak mellette. Már elszánta magát petesejtjei lefagyasztására arra az esetre, ha majd egy hozzá méltó férfival találkozik. Mielőtt ezt elmondhatná húgának, a lelkendező Marthe megelőzi: végre terhes, Kristofferrel három év próbálkozás után „összejött”. Itt van velük a hatéves Olea is, Kristoffer előző házasságában született lánya. 
Marthe mindig kimutatja, sőt hajlamos eltúlozni bajait, kétségeit („stresszel”), Ida inkább magába fojtja érzelmeit, amíg tudja. Ő a megértő, a vigasztaló nővér, de közben irigység és állandó rivalizálás tölti el. Igyekszik közel kerülni a kis Oleához, miközben megérkezik
az ünnepelt anya és Stein, az élettársa is. 
Este Ida meghitt kettesben marad Kristofferrel, aki egyszercsak közli vele, hogy nem akarja ezt az újabb gyereket. Ida reménykedve simulna a férfihez, de kiderül, hogy a helyzetet félreérti. Másnap megkapja a hírt a svédországi orvostól, hogy nincs elég petesejtje a lefagyasztáshoz, és aligha lehet már gyereke. A garnélarákos születésnapi vacsora közben gyűlölködéssé torzul benne a visszatartott kétségbeesés, és később csaknem tragédiát okoz.
A regény előadásmódja hűvös, tárgyilagos. Az író a napi apró tevékenységek részletezésére, a viselkedés és az érzelmek bemutatására figyel. Még a táj, a fjord érzékletes leírását sem kapjuk, pedig szinte csak ez jelzi, hogy egyáltalán Norvégiában vagyunk.

## Recenziók
Megjelenésekor a könyv az író hazájában jelentős sikert aratott, majd több nyelven is megjelent. Válogatás itthoni és külföldi recenziókból:
A Konyvesmagazin.hu ajánlója szerint a könyv „Minimalista stílusban, sok párbeszéddel, minden felesleges sallangtól mentesen vezet be egy diszfunkcionális család, azon belül is elsősorban egy testvérpár történetébe… A testvérpár tagjai elkényeztetett, önző alakok, akik saját szempontjaikon kívül nem sok mindent értenek és fogadnak el a világból,” Kristoffer pedig „gyáva, felelősséget hárító férfi”.
Könyvterasz.hu: „Aubert nem kis írói bravúrral képes elérni, hogy hol elszántan drukkolunk a szingliségéből kitörő egyre kétségbeesettebb főszereplőnek, hol csak hüledezünk azon, hogy milyen olcsó és bizony aljas húzásokra képes. Mert bizony igen mély a kétségbeesés odúja, és Ida minden elkövet, hogy elérje a gödör alját.”
Az Élet és Irodalom kritikusát a regény kicsinyes, szerepeket játszó hősei és kapcsolataik kudarcai hol Csehov hangulataira, hol Ibsen szövegeire emlékeztetik. „A Felnőtt emberek nem nyújt olyat, amit bizonyos mintákból már ne ismernénk, ugyanakkor érzékeny és jól megírt látlelete a familiáris kapcsolatok zsákutcájának, az elhallgattatásokkal és játszmákkal terhelt családi együttlétek mindennapjainak.”
Egy ír kritikus szerint: „A könyv két központi kérdése: mi kell ahhoz, hogy igazán felnőjünk? És lehetséges-e a múltat magunk mögött hagyni anélkül, hogy gyerekeink vagy saját családunk lenne?” Mindkét nővér a saját drámájában vergődik, és az író ügyesen váltogatja a szimpátiáit közöttük, ami dinamikus jelleget kölcsönöz az eseményeknek.
Egy orosz olvasó blogjából: A felnőtt emberek főszereplői között nincsen felnőtt. Nagyranőtt gyerekek vannak, akik még mindig küzdenek az anyjuk figyelméért, egy kényeskedő kislány barátságáért, egy olyan férfi szimpátiájáért, aki ugyanolyan éretlen, mint ők maguk.